# Nuoto ai XVI Giochi paralimpici estivi - Donne 100 metri rana
Le gare di nuoto 100 metri rana donne ai XVI Giochi paralimpici estivi si sono svolte tra il 26 agosto e il 1 settembre 2021 presso il Tokyo Aquatics Centre. 

## Programma
Sono stati disputati 10 eventi, nove dei quali articolati in una serie di batterie di qualificazione in mattinata; la finale è stata disputata nel pomeriggio/sera del medesimo giorno.
| Evento | Data   | Data   | Data   | Data   | Data   | Data   | Data   | Data   | Data   | Data   | Data   | Data   | Data  | Data  |
| Evento | Gio 26 | Gio 26 | Ven 27 | Ven 27 | Sab 28 | Sab 28 | Dom 29 | Dom 29 | Lun 30 | Lun 30 | Mar 31 | Mar 31 | Mer 1 | Mer 1 |
| Evento | M      | P      | M      | P      | M      | P      | M      | P      | M      | P      | M      | P      | M     | P     |
| ------ | ------ | ------ | ------ | ------ | ------ | ------ | ------ | ------ | ------ | ------ | ------ | ------ | ----- | ----- |
| SB4    |        |        |        |        |        |        | B      | F      |        |        |        |        |       |       |
| SB5    |        |        |        |        | B      | F      |        |        |        |        |        |        |       |       |
| SB6    |        |        |        |        | B      | F      |        |        |        |        |        |        |       |       |
| SB7    |        |        |        |        |        |        |        |        |        |        |        |        | B     | F     |
| SB8    | B      | F      |        |        |        |        |        |        |        |        |        |        |       |       |
| SB9    | B      | F      |        |        |        |        |        |        |        |        |        |        |       |       |
| SB11   |        |        |        |        |        |        |        |        |        |        |        |        | B     | F     |
| SB12   |        |        |        |        |        |        |        |        |        |        |        |        |       | F     |
| SB13   |        |        |        |        |        |        |        |        |        |        |        |        | B     | F     |
| SB14   |        |        |        |        |        |        | B      | F      |        |        |        |        |       |       |

| M | mattina | P | Pomeriggio/sera |

| B | Batterie di qualificazione | F | Finale per medaglia d'oro |

## Risultati
Tutti i tempi sono espressi in secondi.

### SB4
| Pos. | Atleta           | Nazione     | Tempo   | Note |
| ---- | ---------------- | ----------- | ------- | ---- |
|      | Fanni Illés      | Ungheria    | 1:44,41 |      |
|      | Giulia Ghiretti  | Italia      | 1:50,36 |      |
|      | Yao Cuan         | Cina        | 1:50,77 |      |
| 4    | Zhang Li         | Cina        | 1:51,96 |      |
| 5    | Cheng Jiao       | Cina        | 1:52,17 |      |
| 6    | Monica Boggioni  | Italia      | 1:58,28 |      |
| 7    | Natalia Shavel   | Bielorussia | 2:02,58 |      |
| 8    | Malak Abdelshafi | Egitto      | 2:14,68 |      |

### SB5
| Pos. | Atleta                    | Nazione       | Tempo   | Note            |
| ---- | ------------------------- | ------------- | ------- | --------------- |
|      | Yelyzaveta Mereshko       | Ucraina       | 1:40,59 |                 |
|      | Grace Harvey              | Gran Bretagna | 1:42,22 |                 |
|      | Verena Schott             | Germania      | 1:43,61 |                 |
| 4    | Song Lingling             | Cina          | 1:43,73 | Record asiatico |
| 5    | Arianna Talamona          | Italia        | 1:43,83 |                 |
| 6    | Sarah Louise Rung         | Norvegia      | 1:44,39 |                 |
| 7    | Trịnh Thị Bích Như        | Vietnam       | 1:53,00 |                 |
| 8    | Thelma Björg Björnsdóttir | Islanda       | 1:54,88 |                 |

### SB6
| Pos. | Atleta                | Nazione       | Tempo   | Note                                |
| ---- | --------------------- | ------------- | ------- | ----------------------------------- |
|      | Maisie Summers-Newton | Gran Bretagna | 1:32,34 | Record paralimpico · Record europeo |
|      | Liu Daomin            | Cina          | 1:33,30 |                                     |
|      | Sophia Herzog         | Stati Uniti   | 1:36,06 |                                     |
| 4    | Eleanor Simmonds      | Gran Bretagna | 1:39,94 |                                     |
| 5    | Viktoriia Savtsova    | Ucraina       | 1:40,49 |                                     |
| 6    | Evelin Száraz         | Ungheria      | 1:41,19 |                                     |
| 7    | Nicole Turner         | Irlanda       | 1:41,63 |                                     |
| 8    | Camille Bérubé        | Canada        | 1:44,07 |                                     |

### SB7
| Pos. | Atleta                      | Nazione       | Tempo   | Note |
| ---- | --------------------------- | ------------- | ------- | ---- |
|      | Mariia Pavlova              | RPC           | 1:31,44 |      |
|      | Jessica Long                | Stati Uniti   | 1:34,82 |      |
|      | Tiffany Thomas Kane         | Australia     | 1:35,02 |      |
| 4    | Nikita Howarth              | Nuova Zelanda | 1:36,65 |      |
| 5    | Naomi Somellera Mandujano   | Messico       | 1:39,41 |      |
| 6    | Gisell Natalia Prada Pachón | Colombia      | 1:41,11 |      |
| 7    | Vendula Dušková             | Rep. Ceca     | 1:42,69 |      |
| 8    | Amalie Vinther              | Danimarca     | 1:47,84 |      |

### SB8
| Pos. | Atleta              | Nazione       | Tempo   | Note             |
| ---- | ------------------- | ------------- | ------- | ---------------- |
|      | Ellen Keane         | Irlanda       | 1:19,93 |                  |
|      | Sophie Pascoe       | Nuova Zelanda | 1:20,32 | Record oceaniano |
|      | Adelina Razetdinova | RPC           | 1:24,77 |                  |
| 4    | Katarina Roxon      | Canada        | 1:25,73 |                  |
| 5    | Núria Marquès Soto  | Spagna        | 1:26,53 |                  |
| 6    | Mikuni Utsugi       | Giappone      | 1:28,59 |                  |
| 7    | Elena Kliachkina    | RPC           | 1:29,72 |                  |
| 8    | Efthymia Gkouli     | Grecia        | 1:31,57 |                  |

### SB9
| Pos. | Atleta               | Nazione     | Tempo   | Note            |
| ---- | -------------------- | ----------- | ------- | --------------- |
|      | Chantalle Zijderveld | Paesi Bassi | 1:10,99 | Record mondiale |
|      | Lisa Kruger          | Paesi Bassi | 1:13,91 |                 |
|      | Keira Stephens       | Australia   | 1:17,59 |                 |
| 4    | Daniela Giménez      | Argentina   | 1:18,70 |                 |
| 5    | Sarai Gascón Moreno  | Spagna      | 1:19,93 |                 |
| 6    | Zhang Meng           | Cina        | 1:20,02 |                 |
| 7    | Bianka Pap           | Ungheria    | 1:22,00 |                 |
| 8    | Mikaela Jenkins      | Stati Uniti | 1:23,89 |                 |

### SB11
| Pos. | Atleta               | Nazione     | Tempo   | Note            |
| ---- | -------------------- | ----------- | ------- | --------------- |
|      | Karolina Pelendritou | Cipro       | 1:19,78 | Record mondiale |
|      | Ma Jia               | Cina        | 1:19,82 | Record asiatico |
|      | Yana Berezhna        | Ucraina     | 1:27,02 |                 |
| 4    | Liesette Bruinsma    | Paesi Bassi | 1:27,29 |                 |
| 5    | Nadia Báez           | Argentina   | 1:30,77 |                 |
| 6    | Cai Liwen            | Cina        | 1:30,97 |                 |
| 7    | Sofiia Polikarpova   | RPC         | 1:32,84 |                 |
| 8    | Martina Rabbolini    | Italia      | 1:34,29 |                 |

### SB12
| Pos. | Atleta                        | Nazione    | Tempo   | Note               |
| ---- | ----------------------------- | ---------- | ------- | ------------------ |
|      | Maria Carolina Gomes Santiago | Brasile    | 1:14,89 | Record paralimpico |
|      | Daria Lukianenko              | RPC        | 1:17,55 |                    |
|      | Yaryna Matlo                  | Ucraina    | 1:20,31 |                    |
| 4    | Sophie Jin Wen Soon           | Singapore  | 1:29,52 |                    |
| 5    | Lucilene da Silva Sousa       | Brasile    | 1:30,25 |                    |
| 6    | Belkis Dayanara Mota Echarry  | Venezuela  | 1:30,37 |                    |
| 7    | Aliya Rakhimbekova            | Kazakistan | 1:31,31 |                    |

### SB13
| Pos. | Atleta                      | Nazione       | Tempo   | Note                |
| ---- | --------------------------- | ------------- | ------- | ------------------- |
|      | Elena Krawzow               | Germania      | 1:13,46 | Record europeo      |
|      | Rebecca Redfern             | Gran Bretagna | 1:14,10 |                     |
|      | Colleen Young               | Stati Uniti   | 1:15,69 | Record panamericano |
| 4    | Mariia Latritskaia          | RPC           | 1:17,59 |                     |
| 5    | Anastasiya Zudzilava        | Bielorussia   | 1:19,77 |                     |
| 6    | Shokhsanamkhon Toshpulatova | Uzbekistan    | 1:19,99 |                     |
| 7    | Róisín Ní Riain             | Irlanda       | 1:20,34 |                     |
| 8    | Marlene Endrolath           | Germania      | 1:20,79 |                     |

### SB14
| Pos. | Atleta                  | Nazione       | Tempo   | Note            |
| ---- | ----------------------- | ------------- | ------- | --------------- |
|      | Michelle Alonso Morales | Spagna        | 1:12,02 | Record mondiale |
|      | Louise Fiddes           | Gran Bretagna | 1:15,93 |                 |
|      | Beatriz Borges Carneiro | Brasile       | 1:17,61 |                 |
| 4    | Débora Borges Carneiro  | Brasile       | 1:17,63 |                 |
| 5    | Ashley van Rijswijk     | Australia     | 1:17,84 |                 |
| 6    | Paige Leonhardt         | Australia     | 1:17,90 |                 |
| 7    | Mikika Serizawa         | Giappone      | 1:20,09 |                 |
| 8    | Pernilla Lindberg       | Svezia        | 1:21,56 |                 |